# Stand Up (песня Лудакриса)
Stand Up — сингл рэпера Лудакриса, выпущенный в качестве второго официального сингла в 2003 году с его четвёртого альбома Chicken-n-Beer. Продюсером выступил Канье Уэст.
Сингл возглавил Billboard Hot 100 6 декабря 2003 года и Hot R&B/Hip-Hop Songs. Он провел в общей сложности 28 недель в чарте Hot 100. Лудакрис был номинирован на премию Грэмми за Лучшее сольное рэп-исполнение.
3 февраля 2019 года вышла реклама нового седана Mercedes-Benz A класса, в которой прозвучала данная песня.

## Видеоклип
На песню был снят клип, режиссером выступил Дэйв Мейерс.

## Чарты
| Чарт (2003-04)                        | Высшая позиция |
| ------------------------------------- | -------------- |
| Австралия (ARIA)                      | 30             |
| Австрия (Ö3 Austria Top 40)           | 63             |
| Германия (GfK)                        | 56             |
| Ирландия (IRMA)                       | 43             |
| Италия (FIMI)                         | 19             |
| Новая Зеландия (Recorded Music NZ)    | 13             |
| Шотландия (OCC Scotland)              | 28             |
| Швейцария (Schweizer Hitparade)       | 22             |
| Великобритания (OCC UK Hip Hop/R&B)   | 8              |
| Великобритания (OCC UK Singles)       | 14             |
| США (Billboard Hot 100)               | 1              |
| США (Billboard Hot R&B/Hip-Hop Songs) | 1              |
| США (Billboard Hot Rap Songs)         | 1              |
| США (Billboard Pop Airplay)           | 9              |
| США (Billboard Rhythmic)              | 1              |

### Чарты десятилетия
| Чарт (2000—2009)     | Позиция |
| -------------------- | ------- |
| US Billboard Hot 100 | 87      |